# Parafia Matki Bożej Częstochowskiej w Krupem
Parafia Matki Bożej Częstochowskiej w Krupem – parafia rzymskokatolicka, znajdująca się w archidiecezji lubelskiej, w dekanacie Krasnystaw – Zachód.

## Zasięg parafii
Do parafii należą wierni z następujących miejscowości: Krupe, Ostrów Krupski.